# Smoke + Mirrors
Smoke + Mirrors (с англ. — «Дым + зеркала») — второй студийный альбом американской поп-рок-группы Imagine Dragons, выпущенный в феврале 2015 года на лейблах Interscope и Kidinakorner. Он был спродюсирован участниками группы совместно с британским хип-хоп продюсером Александром Грантом, известным под псевдонимом Alex da Kid. После выхода альбом получил смешанные отзывы музыкальных критиков, но дебютировал на первом месте в Billboard 200, UK Albums Chart и Canadian Albums Chart.

## Предыстория

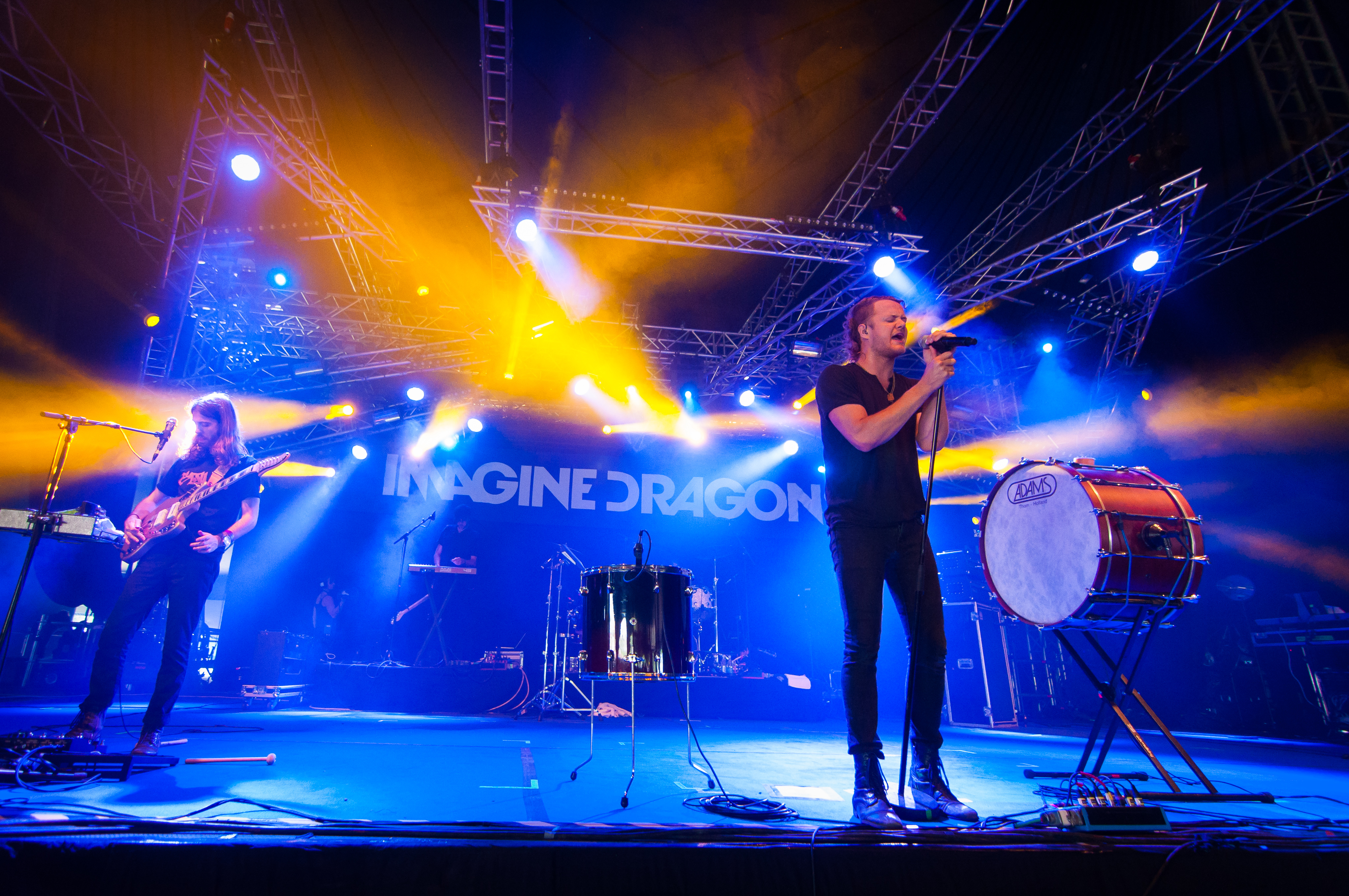
В 2013 году Imagine Dragons отправилась в турне Night Visions Tour. Впечатления группы во время турне послужили источником вдохновения для их второго альбома

В 2012 году Imagine Dragons выпустили свой дебютный студийный альбом Night Visions. Он привёл группу к международному коммерческому успеху, попав в первую десятку 14 национальных чартов и в восемь прочих. Он получил платиновую сертификацию национальными музыкальными ассоциациями, включая 2× платиновую в США по версии RIAA и 3× платиновую в Канаде по версии Music Canada. Первоначально продажи альбома за первую неделю превысили 83 000 копий, что стало самым высоким показателем для дебютного рок-альбома с 2006 года. Альбом также был номинирован на премию Juno Award 2014 года в номинации «Международный альбом года».
Группа выпустила шесть синглов для альбома Night Visions в 2012 и 2013 годах, пять из которых попали в чарты Billboard Hot 100. Сингл «Radioactive», выпущенный в 2013 году, разошелся тиражом более девяти миллионов синглов в США, проведя более 1 года подряд в Billboard Hot 100. Он также побил рекорд по продолжительности пребывания в первой пятёрке и является самым продаваемым рок-синглом в списке самых продаваемых рок-треков в цифровой истории Nielsen SoundScan. Billboard назвал группу одной из «самых ярких новых звёзд 2012 года», а позже «прорывной группой 2013 года».
Для дальнейшего продвижения и без того успешного Night Visions группа отправилась в годичное концертное турне, начавшийся в начале 2013 года и закончившийся в середине 2014 года, получивший название Night Visions Tour. Турне охватило более 170 концертов. Группа посетила Северную и Южную Америку, Европу и Океанию. Также был проведен дополнительное турне по Северной Америке, получивший название Into the Night Tour. Группа была сильно вдохновлена своим опытом в туре Night Visions Tour.
Вокалист группы Дэн Рейнольдс заявил музыкальному журналу Rolling Stone, что следующий альбом будет отличаться от Night Visions, и что группа намерена сделать альбом «немного урезанным». Он добавил, что в Night Visions группа подверглась влиянию хип-хопа, и, что следующий альбом, возможно, будет более рок-мотивированным.
С начала турне Night Visions Tour в 2012 году группа писала новый материал для предстоящего альбома и еще в начале тура записывала демозаписи для альбома, прежде чем начать запись. К тому времени, когда они начали работу над альбомом в студии, у них было накоплено 50 демозаписей.

## Коммерческие показатели
Smoke + Mirrors дебютировал на первом месте в американском чарте Billboard 200 с альбомным эквивалентом 195 000 (172 000 из которых были чистыми продажами альбомов). Альбом оставался в первой двадцатке чарта в течение следующих нескольких недель. К июлю 2017 года в США было продано более 1 000 000 копий альбома. Также он дебютировал на первом месте в Великобритании (в чарте UK Albums Chart) и в Канаде (в чарте Canadian Albums Chart).

## Отзывы
| Совокупная оценка    | Совокупная оценка |
| Источник             | Оценка            |
| -------------------- | ----------------- |
| Metacritic           | 60/100            |
| Оценки критиков      |                   |
| Источник             | Оценка            |
| AllMusic             | [ 22 ]            |
| Billboard            | [ 23 ]            |
| Consequence of Sound | D+                |
| The Daily Telegraph  | [ 25 ]            |
| Entertainment Weekly | B+                |
| The Guardian         | [ 27 ]            |
| New York Daily News  | [ 28 ]            |
| Q                    | [ 3 ]             |
| Rolling Stone        | [ 29 ]            |
| USA Today            | [ 30 ]            |

Альбом в целом получил смешанные отзывы критиков. Metacritic дал оценку 60/100 на основе рецензий 12 критиков. Q опубликовал положительный отзыв об альбоме, назвав его «сокровищем современного поп-рока», а также отметили улучшение по сравнению Night Visions. Entertainment Weekly также опубликовал положительный отзыв, в котором говорилось: «Вторая попытка группы сводится к электронному безделию, показывая, насколько они сосредоточены на рок-джаггернауте». 2 февраля 2015 года Illinois Entertainer опубликовал интервью с Дэном Рейнольдсом, заявив, что альбом представляет собой «амбициозную, основательную работу с потенциальными хитами в изобилии». The Daily Telegraph опубликовала весьма позитивный отзыв об альбоме, назвав его «громоподобным» и что его песни «пронизаны яркими идеями и странными коллизиями, звуки мировой музыки просачиваются сквозь R&B грувы, заикающиеся цифровые перерывы прерывают твёрдые ритмы».
Эллисон Стюарт из The Washington Post написала, что группа «очень хороша в том, что она делает, даже если то, что она делает, не очень хорошо», и без особых усилий достигла единственной цели альбома: «втиснуть как можно больше популярных стилей в основной рок-альбом, чтобы понравиться как можно большему количеству людей, насколько это возможно». Дэйв ДиМартино из Yahoo! Music писал, что «это довольно солидный, удивительно разнообразно звучащий рок-альбом». Стивен Томас Эрлевайн из AllMusic описал альбом как «раздутый» арена-рок, в котором больше стиля, чем содержания, и чрезмерный акцент на эффектах реверберации, которая функционирует как «пятый музыкальный инструмент в группе».

## Чарты

### Еженедельные чарты
| Чарт (2015)                            | Высшая позиция |
| -------------------------------------- | -------------- |
| Австралия (ARIA)                       | 4              |
| Австрия (Ö3 Austria)                   | 5              |
| Бельгия/Фландрия (Ultratop)            | 9              |
| Бельгия/Валлония (Ultratop)            | 8              |
| Канада (Canadian Albums Chart)         | 1              |
| Чехия (ČNS IFPI)                       | 8              |
| Дания (Hitlisten)                      | 15             |
| Нидерланды (Album Top 100)             | 6              |
| Франция (SNEP)                         | 9              |
| Германия (Offizielle Top 100)          | 3              |
| Венгрия (MAHASZ)                       | 13             |
| Ирландия (IRMA)                        | 6              |
| Италия (Classifica album)              | 6              |
| Япония (Oricon)                        | 50             |
| (AMPROFON)                             | 5              |
| Новая Зеландия (RMNZ)                  | 4              |
| Норвегия (VG-lista)                    | 11             |
| Польша (ZPAV)                          | 10             |
| Португалия (AFP)                       | 10             |
| Шотландия (Scottish Albums Chart)      | 1              |
| Испания (PROMUSICAE)                   | 2              |
| Швеция (Sverigetopplistan)             | 21             |
| Швейцария (Schweizer Hitparade)        | 3              |
| Великобритания (UK Albums Chart)       | 1              |
| США (Billboard 200)                    | 1              |
| США (Billboard Top Rock Albums)        | 1              |
| США (Billboard Top Alternative Albums) | 1              |

### Месячные чарты
| Чарт (2015)       | Позиция |
| ----------------- | ------- |
| Аргентина (CAPIF) | 9       |

### Годовые чарты
| Чарт (2015)                          | Позиция |
| ------------------------------------ | ------- |
| Австралия (ARIA)                     | 62      |
| Бельгия/Фландрия (Ultratop Flanders) | 128     |
| Бельгия/Валлония (Ultratop Wallonia) | 113     |
| Канада (Billboard)                   | 15      |
| Франция (SNEP)                       | 88      |
| Италия (FIMI)                        | 80      |
| Мексика (AMPROFON)                   | 38      |
| Новая Зеландия (RMNZ)                | 40      |
| Испания (PROMUSICAE)                 | 72      |
| Швеция (Sverigetopplistan)           | 54      |
| Швейцария (Schweizer Hitparade)      | 86      |
| Великобритания (OCC)                 | 48      |
| США (Billboard 200)                  | 29      |
| США (Billboard Digital Albums)       | 24      |
| США (Billboard Top Rock Albums)      | 6       |

| Чарт (2017)                     | Позиция |
| ------------------------------- | ------- |
| США (Billboard Top Rock Albums) | 35      |

## Сертификации
| Регион | Сертификация | Продажи   |
| --- | ------------ | --------- |
| Австрия (IFPI Austria) | Золотой      | 7500*     |
| Великобритания (BPI) | Платиновый   | 300 000   |
| Германия (BVMI) | Золотой      | 100 000   |
| Дания (IFPI Danmark) | Платиновый   | 20 000    |
| Италия (FIMI) | Золотой      | 25 000    |
| Канада (Music Canada) | Платиновый   | 80 000    |
| Мексика (AMPROFON) | Золотой      | 30 000^   |
| Норвегия (IFPI Norway) | Золотой      | 15 000*   |
| Польша (ZPAV) | Платиновый   | 20 000    |
| США (RIAA) | Платиновый   | 1 000 000 |
| Швеция (GLF) | Золотой      | 20 000    |
| * Данные о продажах приведены только на основе сертификации. · ^ Данные о тиражах приведены только на основе сертификации. · Данные о продажах + прослушиваниях приведены только на основе сертификации. |              |           |

## История релиза
| Страна    | Дата            | Формат                 | Версии                       | Лейбл                           |
| --------- | --------------- | ---------------------- | ---------------------------- | ------------------------------- |
| Аргентина | 11 февраля 2015 | CD цифровое скачивание | Standard Deluxe              | Universal Music                 |
| Бразилия  | 13 февраля 2015 | CD                     | Deluxe                       | Universal Music                 |
| Норвегия  | 13 февраля 2015 | CD цифровое скачивание | Standard Deluxe Super Deluxe | Interscope                      |
| США       | 13 февраля 2015 | CD цифровое скачивание | Standard Deluxe              | Interscope Kidinakorner [англ.] |